# والتر س. تيغل
والتر س. تيغل (بالإنجليزية: Walter Clark Teagle)‏ هو شخصية أعمال أمريكي، ولد في 1 مايو 1878 في كليفلاند في الولايات المتحدة، وتوفي في 9 يناير 1962 في Byram, Connecticut ‏ في الولايات المتحدة.